# TSV Meckenbeuren
Der TSV Meckenbeuren 1912 e.V. ist ein deutscher Sportverein mit Sitz in der baden-württembergischen Gemeinde Meckenbeuren im Bodenseekreis.

## Geschichte
Gegründet wurde der Verein als Turnverein Meckenbeuren am 12. November 1912. Nach ersten Teilnahmen an Turnwettkämpfen und regionalen Veranstaltungen brachte der Erste Weltkrieg die sportlichen Aktivitäten zunächst mehr und mehr zum Erliegen, doch schon kurz nach Ende des Krieges stellte man eine Wettkampfriege auf einem sog. Gaujugendtag in Aulendorf.
1920 zählte der Verein 34 aktive und 146 passive Mitglieder, es wurde neben der Turnabteilung auch noch eine „Sänger-Turn-Riege“ und eine erste Fußballabteilung gegründet. In den 20er Jahren feierten die Turner weitere Erfolge, während der Fußball-Spielbetrieb schon 1927 wieder zum Erliegen kam, was nicht zuletzt einem fehlenden Sportplatz geschuldet war. Erst im Jahr 1934 kam es wieder zur Errichtung einer Fußballabteilung, die nach außen hin als FC Meckenbeuren auftraten. Durch die Gleichschaltung des Vereins im Nationalsozialismus wurde 1937 angeordnet, dass TV und FC zukünftig einheitlich unter VfL Meckenbeuren zu firmieren hätten. Kurze Zeit später beschränkte der Zweite Weltkrieg erneut empfindlich das Vereinsleben und den Sportbetrieb. Im September 1945 kam es, gegen Oberzell, zum ersten Fußballspiel nach dem Krieg, und schon im Sommer 1946 erlaubten die Besatzungsbehörden wieder vereinsmäßig organisierte Fußballspiele. Im Jahr 1947 war man bei der Gründung des Tischtennis-Bezirks Allgäu-Bodensee vertreten und 1950 existierten auch schon wieder Turnerriegen für Frauen und Männer. Im Herbst 1951 beschloss die Generalversammlung die Umbenennung in TSV Meckenbeuren 1912 e.V. und 1952 wurde mit einem dreitägigen Fest das 40-jährige Vereinsjubiläum begangen. Der Verein zählte zu diesem Zeitpunkt 400 Mitglieder. Mitte bis Ende der fünfziger Jahre erfolgte ein Ausbau der Sportstätten an der Tettnanger Straße, außerdem stand ab 1961 die Turnhalle bei der Grundschule in Meckenbeuren zur Verfügung. In den 60er Jahren feierten nicht nur die Fußballer ihre größten Erfolge, 1962 wurde im TSV eine Tischtennisabteilung etabliert. Es folgte der Bau einer Leichtathletikanlage und der weitere Ausbau des Vereinsheims. 1972 wurde die Abteilung Ski- und Wandern aus der Taufe gehoben. Ein weiterer Ausbau der Versammlungsstätte erfolgte 1982, Umkleiden und Gaststätte wurden nochmals erweitert. Zu diesem Zeitpunkt zählte der Verein 1400 Mitglieder. Im Mai 1987 beging man das 75-jährige Jubiläum mit mehrtägigen Feierlichkeiten. Weitere Abteilungen kamen erst Anfang des neuen Jahrtausends hinzu, 2004 gründete sich die Abteilung Gesund + Fit und in Kooperation mit den Nachbarvereinen eine Radsportgruppe. Im Jahr 2012 konnte u. a. mit einer Matinee im „Kultur am Gleis 1“ das 100-jährige Vereinsjubiläum begehen.
| Periode      | Person                        |
| ------------ | ----------------------------- |
| 1912–1913    | Franz Baumann                 |
| 1913–1914    | Franz Depenhart               |
| 1914–1918    | Bonifaz Kreuzer               |
| 1918–1919    | Anton Kramer                  |
| 1919–1924    | Paul Schmidberger             |
| 1925–1932    | Otto Roth                     |
| 1932–1933    | Josef Moser                   |
| 1933–1934    | Josef Sporer                  |
| 1934–1937    | Georg Moser                   |
| 1937–?       | Alfred Burgmeier              |
| 1945–1948    | Gustav Benkert                |
| 1948–1950    | Dr. Heinrich Bexen            |
| 1950–1961    | Paul Veeser                   |
| 1961–1967    | Karl Göltz                    |
| 1967–1987    | Fritz Kienle                  |
| 1987–1991    | Erich Geiger                  |
| 1991–1999    | Kurt Baumann                  |
| 1993–2014    | Armin Trakowsky               |
| 2003–2014    | Willi König                   |
| 2003–heute   | Gerhard Klein                 |
| 2014–2019    | Gerhard Haug Lothar Kramer    |
| 2019 – heute | Matthias Gesell Tobias Renner |

## Fußball
Die seit 1934 bestehende Fußball-Abteilung entwickelte sich nach dem Zweiten Weltkrieg zur zeitweise stärksten Abteilung. In der Saison 1955/56 wurde die Mannschaft Meister der A-Klasse Bodensee und stieg damit in die 2. Amateurliga auf. Hier wurde man in der Saison 1963/64 Meister, setzte sich in den darauffolgenden Aufstiegsspielen erfolgreich durch, womit man zur nächsten Saison in die zu dieser Zeit drittklassige 1. Amateurliga Schwarzwald-Bodensee aufstieg. Dort erreichte die Mannschaft mit 9:51 Punkten jedoch nur den 16. und damit letzten Platz der Liga und stieg somit direkt nach einer Saison wieder ab. Eine Rückkehr in den überregionalen Fußball gelang anschließend nicht mehr.